# 有頼大橋
有頼大橋（ありよりおおはし）は、富山県黒部市犬山 - 魚津市平伝寺間の片貝川に架かる一般国道8号入善黒部バイパスの橋長233.7 m（メートル）の桁橋である。

## 概要
橋の名称は582件の応募の中から選定されたもので、立山を開山した佐伯有頼の伝説に因んだ「有頼柳」と呼ばれる柳の木が橋のそばの河川敷にあることに由来する。
- 形式 -  鋼5径間連続少数鈑桁橋
- 活荷重 - B活荷重
- 橋長 - 233.7 m
  - 支間割 - (39.9 m + 3×50.5 m + 39.7 m)
- 幅員
  - 有効幅員 - 12.250 m
  - 車道 - 8.750 m
  - 歩道 - 片側3.500 m
- 床版 - 合成床版
- 総鋼重 - 753 t（2期）
- 施工 - 日鉄トピーブリッジ
- 工法 - トラッククレーン・ベント工法

## 歴史
- 2014年度（平成26年度） - 橋名が延槻大橋に決定[1]。
- 2015年（平成27年）3月1日 - 本橋を含む入善黒部バイパスの延長7.3 kmの区間が暫定2車線で開通[4]。